# Zorita (Cáceres)
Zorita es una villa y municipio español, en la provincia de Cáceres, comunidad autónoma de Extremadura. Pertenece al partido judicial de Logrosán y a la mancomunidad Zona Centro.
Zorita se asienta sobre un terreno plano con algunas alteraciones como son el monte de la Peña o el monte de la Cabeza del Águila. Es de reseñar las pendientes acusadas en una parte importante del término municipal que en ocasiones, son superiores al 20%. La evolución seguida por la población de Zorita es muy similar a la de otros municipios extremeños. Si bien su crecimiento fue paulatino hasta mediados de siglo, a partir de esa fecha el movimiento generalizado es hacia el descenso. La emigración ha azotado de forma tan fuerte a esta localidad que ha conseguido, en poco más de 10 años, reducir sus efectivos a la mitad. Si en 1950 Zorita contaba con 6482 habitantes, en 1970 esta cifra era de 3627. En la actualidad la población tiende a estabilizarse intentando superar la merma tan significativa de esos años.

## Geografía

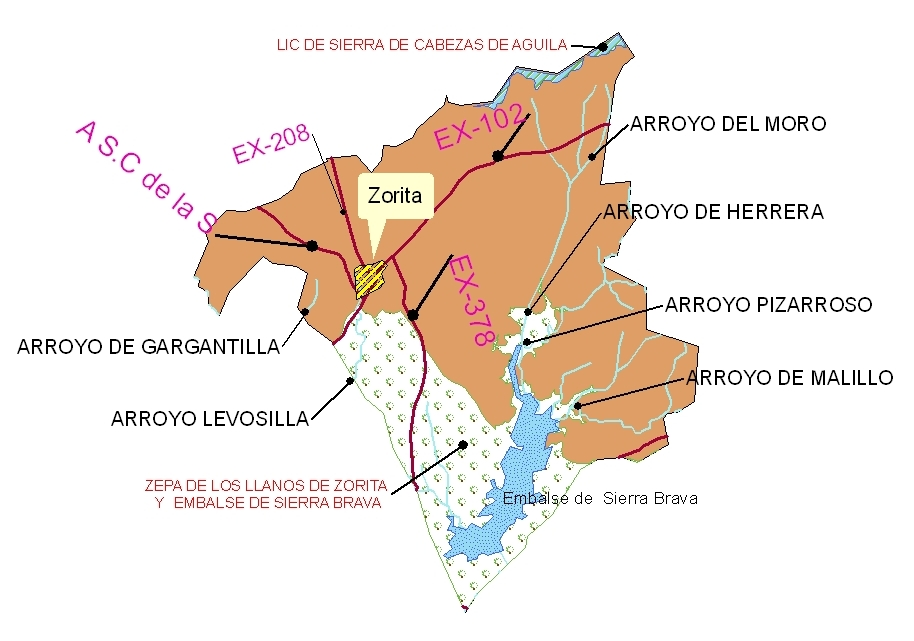
Ubicación de Zorita y aspectos descatables de su localización en un mapa vectorial hecho en ArcGis 9.3

Sus límites naturales son los que señala la propia naturaleza. El término de Zorita está limitado de la siguiente manera:
- Al Norte: con el de la Gargantilla (846 m), Collado de Vareta (942 m), cerro de Roble Vardera (956 m) y la sierra de Guadalupe con varios collados y cerros. En cuanto a la hidrografía destaca en esta zona norte la fuente de Piernacaballo, los manantíos de los Olleros, el arroyo del Moro y el arroyo de Herrera.
- Al Este: el collado de los Olleros, y los arroyos pizarroso (que atraviesa todo él término de Zorita), Navacebrera, arroyo del Canchal y arroyo de Malillo.
- Al Sur: el arroyo de Pizarroso, el arroyo de los Menudos y el arroyo de Trevolosa.
- Al Oeste: todo el río Alcollarín, el arroyo del Peral, el arroyo de la Gargantilla y el arroyo de Levosilla; y sobre todo la sierra de la Peña (en la zona noroeste) con el pico de la Peña de 799 m.

Sus límites administrativos los que se han señalados por las distintas administraciones gubernamentales y, que desde el siglo XV son los siguientes:
- Al Norte: el término municipal de Garciaz y Conquista de la Sierra.
- Al Este: el término municipal de Logrosán.
- Al Sur: el término municipal de Madrigalejo.
- Al Oeste: el término municipal de Alcollarín en su mayor parte y el término de Abertura (solo en la zona llamada del "moco del pavo" y que ocupa la dehesa de las Corajas).

| Noroeste: Conquista de la Sierra y Abertura | Norte: Garciaz   | Noreste: Logrosán |
| Oeste: Alcollarín                           |                  | Este: Logrosán    |
| Suroeste: Alcollarín                        | Sur: Madrigalejo | Sureste: Logrosán |

### Hidrografía
Embalse de Sierra Brava. Sin duda es el recurso hidrológico más importante de Zorita, ocupa 1650 has. y se localiza al suroeste del término municipal. Son muy pocos los embalses de la península ibérica que tienen la juventud de Sierra Brava, apenas diez 15 años de vida llenos de belleza, y con un futuro realmente envidiable. El arroyo Pizarroso será el encargado de ir anegando una superficie de 1650 has. Es como muchos han denominado un paraíso en ciernes. Sierra Brava es el ejemplo del típico embalse extremeño de orillas suaves, aguas limpias con vegetación sumergida, y una peculiaridad que lo hace diferente al resto como es el gran número de encinas que dan una magnífica cobertura a los dos depredadores (lucio y black bass) que comparten hábitat con orden casi matemático. La cuenca del río Guadiana, con una superficie de 55 414 km² ocupa territorios de las comunidades autónomas de Castilla-La Mancha, Extremadura y Andalucía (provincias de Albacete, Cuenca, Ciudad Real, Toledo, Cáceres, Badajoz, Córdoba, Sevilla y Huelva). De dicha superficie total de la cuenca, 23 555 km² corresponden a Extremadura (20.285 km² en Badajoz y 3070 km² en Cáceres). 
El río Ruecas es un afluente del Guadiana por su margen derecha que desemboca en las proximidades del núcleo de Hernán Cortés (al sur de Miajadas), tras haber recorrido unos 70 km desde su nacimiento en la Sierra de las Villuercas. A este río vierte sus aguas el arroyo Pizarroso, que a su vez alimenta el vaso del embalse de Sierra Brava.

## Historia
Toma su nombre del lugar de la Paloma Silvestre “zurita”, que abunda en estas inmediaciones. Era lugar de paso y de caza para tan cotizada ave. Los señores nobles de Trujillo se acercaban a Zorita para cazar la paloma zurita con el arte de cetrería: halcón y azor principalmente.
Con anterioridad a la denominación de Zurita se conocía a esta zona como "Zuferola": esta palabra sigue el ejemplo de otra como "dehesa", en los escritos antiguos aparece escrita como "defesa" y en nuestro particular idioma extremeño se pronuncia como "dejesa", el modelo se repite en palabras como hacer, Hornachos, higo… de esta manera Zuferola debería leerse "Zujerola". Además en un mapa antiguo encontramos justo encima de Zorita el topónimo "Lujerola", podría perfectamente tratarse de una errata en el mapa que cambia la "Z" por la "L", letras de una grafía muy similar.
La raíz de esta palabra da nombre a uno de los más importantes afluentes del Guadiana que es el río Zújar. Viene del Eusquera: Zújar significa "Coladero": hoy sus aguas inundan lo que es el segundo pantano más grande de toda Europa, un extraordinario lago donde ayer corrían multitud de bandas en muy distintos sones y con colores para todos los gustos: desde Córdoba detectamos una importante vía que entra desde la Edad del Bronce por Cabeza del Buey y Capilla, y por la antigua Lacimurga del pantano de Orellana pasa al Madrigalejos del Católico: de Zujerola (Zorita) a la Zarza (Conquista de la Sierra), y por Herguijuela, que se llamaba la Calzada, llega a Trujillo.

## Demografía
Zorita cuenta con una población de 1248 habitantes (INE 2024).
| Gráfica de evolución demográfica de Zorita entre 1842 y 2021                                                        |
| |
| Población de derecho según los censos de población del INE Población de hecho según los censos de población del INE |

## Economía
La actividad económica responde a una estructura tradicional en la que la agricultura y la ganadería ocupan el lugar más destacado. La actividad agraria responde a un sistema de explotación de carácter extensivo, debido sobre todo a las limitaciones que impone el propio terreno. Por su parte, el sector servicios ocupa a más del 20% de la población local, la construcción al 12% y la industria al 10%, aproximadamente.

## Patrimonio

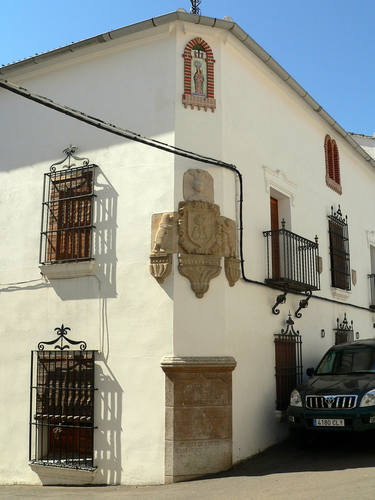
Casa solariega Pizarro en Zorita

Iglesia parroquial de San Pablo. Construcción renacentista de mampostería irregular. Se accede al interior por medio de dos portadas, una ojival con alfiz; y la de los pies, de medio punto. Adosada a la misma se encuentra la torre y el baptisterio, con cubierta de crucería. El interior se articula en dos naves con cinco tramos cubiertos con bóvedas de cañón con lunetos, separados por arcos apuntados apoyados en pilares adosados. Ábside poligonal cubierto con crucería. El coro se eleva a los pies, bajo bóveda de cañón con lunetos. El retablo mayor ha desaparecido, aunque se conservan algunas esculturas barrocas procedentes del mismo.
Ermita de Fuente Santa y templete del siglo XVII a 4 km de la localidad en la finca “Las Caballerías”- El primer edificio consiste en una nave única con dos tramos cubiertos con bóveda de aristas y de horno en el altar mayor, en donde se venera a la imagen de Nuestra Señora con el Niño, patrona de Zorita.
Los Pareaños de Malillo, junto al arroyo de su nombre, son ruinas de antiguo convento, hoy se sigue sabiendo poco de ello, puede que MALILLO venga de MALIUS, general romano.

## Cultura
Aunque el pueblo ha decrecido en habitantes, con respecto a otros tiempos anteriores, no así el dinamismo con el que se ha impulsado la cultura en estos últimos años. La sociedad es más tolerante y no hay diferencias de clases tan acusadas como antes. Como dato relevante cabe destacar, que la juventud actual, quieren quedarse aquí a desarrollar sus aptitudes en el ámbito laboral. 

### Asociaciones culturales
Hay varias asociaciones. Además de las deportivas que luego se mencionan en la sección de deportes, destacan entre las asociaciones:
- Asociación de la tercera edad, tiene su sede en el club del pensionista y allí se reúnen los jubilados teniendo como actividades principales, excursiones, bailes, comidas etc.
- La asociación de amas de casa, compuesta por mujeres de la localidad, con interés en la artesanía, trajes típicos, gastronomía, y otras muchas actividades. Tienen su sede en la casa cultural.
- La Cofradía Religiosa del Cristo Nazareno, encargada de preparar todo lo relacionado con la Semana Santa, las Procesiones, la llegada de la Virgen de Fuentesanta al pueblo para las fiestas, etc.

### Fiestas locales
- Fiestas de "La Velá" (15, 16 y 17 de agosto)
- Fiestas de "San Pablo" (25 de enero)
- Romería de San Blas (3 de febrero)
- Romería del Lunes de Pascua
- Romería del Día de la Madre
- Carnavales

### Centros culturales
El pueblo dispone de una casa cultural, espaciosa, con biblioteca, salón de actos y varias dependencias más. Donde todos sin distinción de edades tienen la oportunidad de enriquecer su cultura.

### Deporte
La juventud también tiene un gran interés en la práctica del deporte. Siendo los deportes más seguidos el fútbol, fútbol sala, y el atletismo, y se dispone de una pista cubierta en la que pueden practicarlos. 
El municipio cuenta con un equipo de fútbol que en la temporada 2010-2011 juega en la Primera Regional, el Zorita AD.
También cuenta con un equipo de fútbol sala que en la temporada 2010-2011 juega en la Primera Nacional B de Extremadura, esta temporada patrocinado por El Garito, Bar de Copas.
Otras asociaciones deportivas del municipio son:
- La sociedad de pescadores de Zorita, cuyo interés principal es la práctica de la pesca. Tiene más de 400 socios, incluso muchos fuera del pueblo. Ha cogido una fuerte pujanza desde que se construyó el pantano de Sierra Brava, lugar idóneo para la práctica de la pesca a interés nacional. Están trabajando fuertemente en este aspecto.
- La sociedad de cazadores “La Zoriteña” cuyo interés principal es la práctica de la caza. Tiene en torno a 200 socios, incluso muchos fuera del pueblo. La sociedad organiza toda la temporada de caza, además de monterías y torneos de tiro al plato.